# Lake View (Iowa)
Lake View – miasto w Stanach Zjednoczonych, w stanie Iowa, w hrabstwie Sac. W 2000 liczyło 1 278 mieszkańców.